# Davidshall
Davidshall is een deelgebied (Delområde) in het stadsdeel Centrum van de Zweedse stad Malmö. De wijk telt 2.518 inwoners (2013) en heeft een oppervlakte van 0,14 km². Davidshall was vroeger onderdeel van het stadsdeel Södra Förstaden en bestaat voornamelijk uit appartementencomplexen die omstreeks 1900 gebouwd zijn.